# بلوک شیشه‌ای

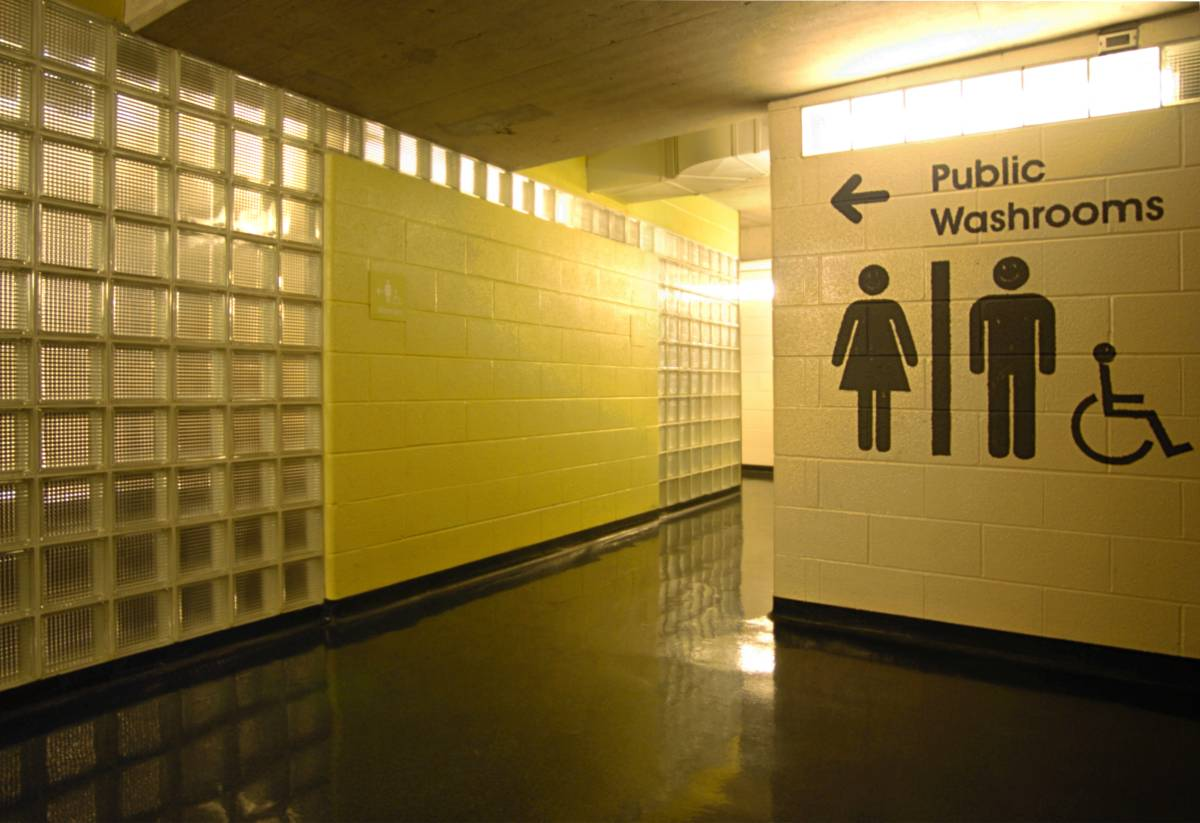
بلوک شیشه‌ای به‌کاررفته در دیوار

بلوک شیشه‌ای (به انگلیسی: Glass block) به قطعاتی گفته می‌شود که از جنس شیشه ساخته می‌شوند این قطعات جنبه تزئینی دارند و نمی‌توان از آن‌ها به عنوان بلوک‌های سازه‌ای در سازه‌های بنایی استفاده کرد برای اتصال آن‌ها معمولاً به جای ملات از چسب یا ستون‌ها تیرهای چوبی، فلزی استفاده می‌شود.
بلوک‌های شیشه‌ای از دهه ۱۹۰۰ ساخته شدند و بیشتر برای تأمین نور طبیعی ساختمان توسط دیوارها کاربرد دارند.

## انواع
بلوک‌های شیشه‌ای در انواع رنگ‌ها و طرح‌های مختلف و با ابعاد متفاوت ارائه می‌شوند که به صورت کلی می‌توان آن‌ها را به دسته‌های زیر طبقه‌بندی کرد
- بلوک‌های شیشه‌ای مات
- بلوک‌های شیشه‌ای طرح‌دار
- بلوک‌های شیشه‌ای شفاف
- بلوک‌های شیشه‌ای رنگی
- بلوک‌های شیشه‌ای توپر
- بلوک‌های شیشه‌ای ایمن یا ضد آتش

## مزایا
- امکان استفاده در جداسازی فضاهای داخلی با حفظ روشنایی کافی
- کم بودن ضخامت در مقایسه با دیوارهای آجری سنتی (حداقل ۱۵ سانتیمتر) که منجر به افزایش فضای مفید اتاق می‌شود
- خواص بالای ایزولاسیون صوتی و حرارتی
- سبک تر بودن در مقایسه با دیوارهای آجری سنتی تا بیش از ۴/۱
- امکان بکارگیری طرح‌ها و رنگ‌های مختلف در یک یا چند دیوار، بنابر هر نوع سلیقه
- سادگی و سرعت عمل بالا در نصب و به‌کارگیری آجر شیشه‌ای در مقایسه با آجرهای سنتی. زیرا مراحل مختلف و متعدد دیوارکشی سنتی شامل آجرچینی، گچ و خاک، سفیدکاری و نقاشی در آجرهای شیشه‌ای تنها شامل آجرچینی و در موارد خاص بندکشی است.
- کمی قیمت تمام شده دیوار شیشه‌ای در مقایسه با دیوار سنتی
- نظافت دیوارهای شیشه‌ای به سادگی تنها با یک دستمال نمدارقابل انجام است و کمترین مزاحمت را برای ساکنین دارد. در حالیکه دیوارهای سنتی حداقل هر چهار سال نیاز به رنگ آمیزی دارند
- امکان بکارگیری آجرهای شیشه‌ای در تمام یا بخش‌هایی از نمای ساختمان
- امکان بکارگیری آجرهای شیشه‌ای در ساخت سکوبندی آشپزخانه یا میز اپن آن

## انتقال نور
شفافیت یکی از مهم‌ترین خصوصیات بلوک‌های شیشه‌ای می‌باشد این مصالح با شکست نور به زوایای مختلف می‌تواند محرمیت ایجاد کند و در عین حال به راحتی نور را از خود عبور می‌دهد

## مشخصات فیزیکی
این محصول در ابعاد ۱۹*۱۹ و۲۴*۲۴ و ۳۰*۳۰ و۹*۱۹ و قطر ۸  سانتی‌متر می‌باشد. و با اسپیسرهای (بند فاصله) ۱سانتی ۰٫۵ سانتی ۰٫۰۲ سانتی اجرا می‌شود.

## موارد کاربرد

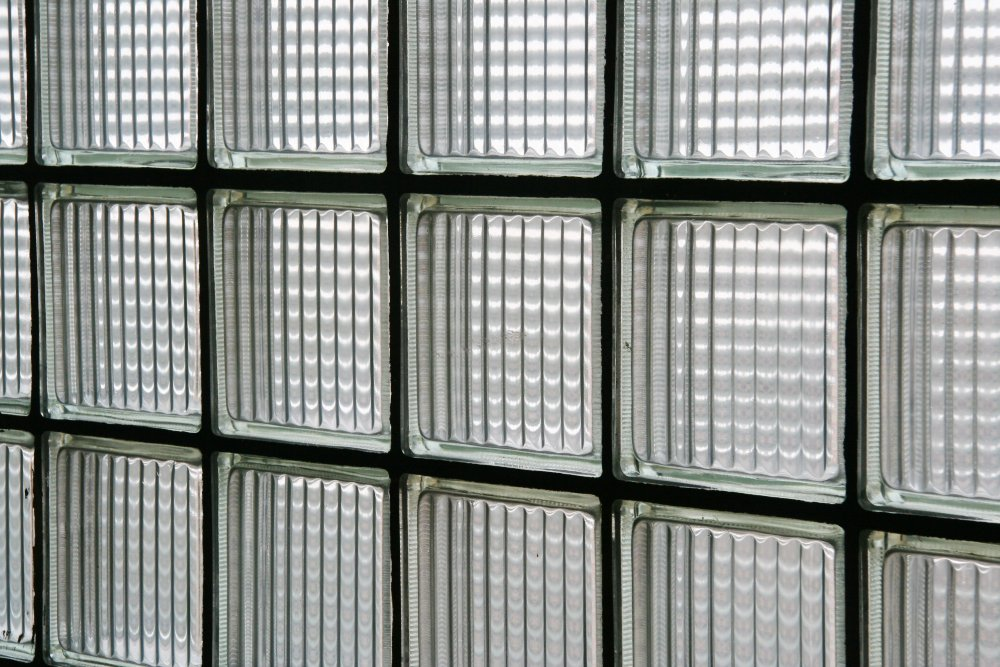
نمای نزدیک از دیوار ساخته شده با بلوک شیشه‌ای

از این محصول برای  پارتیشن بندی داخل ساختمان- دفاتر اداری- فضای بین سرویس‌ها – رخکن‌ها – فضای بین دوش و روشویی – اوپن – نمای ساختمان – ایجاد نورگیر در حریم همسایه‌ها – راه پله‌ها – دیوار استخرها – بین درب‌های ضد سرقت – سقف‌ها – کف‌ها و.... استفاده کرد. از نظر مقاومتی (فشار) " این محصول نزدیک ۷برابر محکمتراز بلوک سیمانی و ۴ برابر از آجر محکمتر است. از نظر عایق بودن: این محصول ۱۰۰٪ عایق گرما وسرماورطوبتی و۹۹٪ عایق صوتی می‌باشد چون فضای بین شیشه‌ها خلع و در بعضی از آن‌ها از گاز استفاده شده‌است. ودارای رنگ بندی‌های متنوع می‌باشد.